# Lord-lieutenant du Mid Glamorgan
Le lord-lieutenant du Mid Glamorgan (Lord Lieutenant of Mid Glamorgan en anglais) ou le lord-lieutenant de Morgannwg Ganol (Arglwydd Raglaw Morgannwg Ganol en gallois) est le représentant de la monarchie britannique dans le comté préservé du Mid Glamorgan, au pays de Galles.
La fonction est pour la première fois exercée par Cennydd Traherne à partir du 1er avril 1974, qui, avant sa nomination occupait la fonction de lord-lieutenant du Glamorgan depuis 1952. Peter Vaughan est le lord-lieutenant du Mid Glamorgan depuis 2019.

## Histoire
Au sens du Local Government Act 1888, les zones de lieutenance sont définies à partir des comtés administratifs créés à partir du 1er avril 1889 en Angleterre et au pays de Galles. Cependant, au pays de Galles, celles-ci sont modifiées au 1er avril 1974 d’après la disposition 218 du Local Government Act 1972,.
Une nouvelle zone de lieutenance couvrant le comté du Mid Glamorgan est ainsi érigée à partir d’une portion de celles de Brecon, du Glamorgan (comprenant le borough de comté de Merthyr Tydfil) et du Monmouthshire. Alors que les fonctions de lord-lieutenants de Brecon, du Glamorgan et du Monmouthshire sont abolies le 31 mars 1974, celle de lord-lieutenant du Mid Glamorgan est instituée au 1er avril 1974 par le Lord-Lieutenants Order 1973, un décret du 24 octobre 1973,.
Le Local Government (Wales) Act 1994 abolit les comtés créés au pays de Galles par la loi de 1972 au 31 mars 1996. Toutefois, ceux-ci conservent un rôle cérémoniel limité en tant que comtés préservés, notamment dans le cadre des zones de lieutenance. Ainsi, le comté préservé du Mid Glamorgan reste opérationnel dans de nouvelles limites territoriales, qui sont les mêmes que celles décrites par la loi en 1972, avec le retrait des communautés d’Ewenny, de Pentyrch, de St Bride's Major et de Wick, transférées vers le South Glamorgan.

## Liste des lord-lieutenants
| Identité                 | Lettres patentes de nomination | Souverain    | Qualité                                                                                                   |
| ------------------------ | ------------------------------ | ------------ | --- |
| Cennydd Traherne         | 16 juillet 1952                | Élisabeth II | Propriétaire Lord-lieutenant du South Glamorgan (1974-1985) Lord-lieutenant du West Glamorgan (1974-1985) |
| Douglas George Badham    | 16 décembre 1985               | Élisabeth II | Vice-lieutenant du Mid Glamorgan (1982-1985)                                                              |
| Murray Adams McLaggan    | 5 mars 1990                    | Élisabeth II | Haut-shérif du Mid Glamorgan (1978-1979) Vice-lieutenant du Mid Glamorgan (1982-1990)                     |
| Kathrin Elizabeth Thomas | Inconnues                      | Élisabeth II | Vice-lieutenant du Mid Glamorgan (1994-2002)                                                              |
| Peter Vaughan            | 21 mai 2019                    | Élisabeth II | Chef de police                                                                                            |